# Balli-eseo saenggin il
Balli-eseo saenggin il (hangeul: 발리에서 생긴 일, lett. È successo qualcosa a Bali; titolo internazionale Something Happened in Bali, conosciuta anche come Something Happened in Bali o Memories of Bali) è una serie televisiva sudcoreana trasmessa su SBS dal 3 gennaio al 7 marzo 2004.

## Trama
Jung Jae-min vola a Giacarta con la sua fidanzata, Choi Young-joo, per ispezionare un'industria con la quale la sua società ha stretto un accordo. Nella fabbrica lavora Kang In-wook, l'ex fidanzato di Young-joo, che lei ancora ama. La guida turistica Lee Soo-jung, il cui sogno è sposare un uomo ricco e vivere felice per il resto della sua vita, viene incaricata di fare da guida a Jae-min, Young-joo e In-wook, e capisce presto la relazione tra di loro. Tempo dopo, Soo-jung torna a Seul per rintracciare un collega che le ha rubato dei soldi e cerca Jae-min per avere un lavoro con cui ripagare i debiti di suo fratello. Intanto, si ritrova oggetto delle attenzioni di In-wook e, non molto tempo dopo, anche di Jae-min.

## Personaggi
- Lee Soo-jung, interpretata da Ha Ji-won.
- Jung Jae-min, interpretato da Jo In-sung.
- Kang In-wook, interpretato da So Ji-sub.
- Choi Young-joo, interpretata da Park Ye-jin.
- Fratello maggiore di Jae-min, interpretato da Kim Il-woo.
- Madre di Jae-min, interpretata da Kim Soo-mi.
- Jo Sang-bae, interpretato da Kim Ha-kyun.
- Park Mi-hee, interpretata da Shin Yi.
- Lee Jang-soo, interpretato da Kim Hyung-bum.
- Sottoposto di Jae-min, interpretato da Kim Seung-wook.
- Padre di Jae-min, interpretato da Kim In-tae.
- Madre di Young-joo, interpretata da Kim Hye-ok.

## Ascolti
| Episodio | Data di trasmissione | Dati TNSM                  | Dati TNSM           |
| Episodio | Data di trasmissione | Area metropolitana di Seul | A livello nazionale |
| -------- | -------------------- | -------------------------- | ------------------- |
| 1        | 3 gennaio 2004       | 17,7%                      | 15,1%               |
| 2        | 4 gennaio 2004       | 19,7%                      | 18,8%               |
| 3        | 10 gennaio 2004      | 23,1%                      | 19,8%               |
| 4        | 11 gennaio 2004      | 25,0%                      | 24,6%               |
| 5        | 17 gennaio 2004      | 25,4%                      | 26,1%               |
| 6        | 18 gennaio 2004      | 26,1%                      | 27,7%               |
| 7        | 24 gennaio 2004      | 26,9%                      | 31,1%               |
| 8        | 25 gennaio 2004      | 25,6%                      | 27,6%               |
| 9        | 31 gennaio 2004      | 29,9%                      | 28,3%               |
| 10       | 1 febbraio 2004      | 25,3%                      | 23,8%               |
| 11       | 7 febbraio 2004      | 23,7%                      | 21,4%               |
| 12       | 8 febbraio 2004      | 25,6%                      | 27,1%               |
| 13       | 14 febbraio 2004     | 25,5%                      | 22,4%               |
| 14       | 15 febbraio 2004     | 24,1%                      | 25,6%               |
| 15       | 21 febbraio 2004     | 29,4%                      | 30,3%               |
| 16       | 22 febbraio 2004     | 25,7%                      | 29,9%               |
| 17       | 28 febbraio 2004     | 25,8%                      | 31,4%               |
| 18       | 29 febbraio 2004     | 25,7%                      | 35,6%               |
| 19       | 6 marzo 2004         | 31,3%                      | 21,9%               |
| 20       | 7 marzo 2004         | 31,8%                      | 39,7%               |
| Media    | Media                | 25,6%                      | 26,4%               |

## Colonna sonora
1. Dream in Bali (versione hip hop) (욕망의 덫)
2. Remember – Oh Hyun-ran
3. 안되겠니 – Jo-eun
4. Now That's Love (그게 사랑이니까) – Angelo
5. My Love – Lee Hyun-sub
6. The Bali Stroy
7. Remember
8. Now That's Love (strumentale) (그게 사랑이니까)
9. My Love (strumentale)
10. 안되겠니 (strumentale)
11. The Way – Angelo
12. The Way (strumentale)
13. Love in Bali (strumentale)

## Riconoscimenti
| Anno | Premio                  | Categoria                               | Ricevente              | Risultato       |
| ---- | ----------------------- | --------------------------------------- | ---------------------- | --------------- |
| 2004 | SBS Drama Awards        | Premio alla massima eccellenza, attore  | Jo In-sung             | Vincitore/trice |
| 2004 | SBS Drama Awards        | Premio alla massima eccellenza, attore  | So Ji-sub              | Candidato/a     |
| 2004 | SBS Drama Awards        | Premio alla massima eccellenza, attrice | Ha Ji-won              | Vincitore/trice |
| 2004 | SBS Drama Awards        | Migliori dieci stelle                   | Jo In-sung             | Vincitore/trice |
| 2004 | SBS Drama Awards        | Migliori dieci stelle                   | Ha Ji-won              | Vincitore/trice |
| 2004 | Baeksang Arts Awards    | Miglior sceneggiatura (TV)              | Kim Ki-ho              | Vincitore/trice |
| 2004 | Baeksang Arts Awards    | Miglior attore                          | Jo In-sung             | Vincitore/trice |
| 2004 | Baeksang Arts Awards    | Miglior attrice                         | Ha Ji-won              | Vincitore/trice |
| 2004 | Baeksang Arts Awards    | Attore più popolare                     | So Ji-sub              | Vincitore/trice |
| 2004 | Mnet Asian Music Awards | Miglior colonna sonora                  | Can't It Be di Cho Eun | Candidato/a     |

## Distribuzioni internazionali
| Paese    | Canale/i | Prima TV                | Titolo adottato                               |
| -------- | -------- | ----------------------- | --------------------------------------------- |
| Taiwan   | Drama    | 5 luglio-18 agosto 2004 | 峇里島的日子 (È successo qualcosa a Bali)     |
| Giappone | TBS      | 9 dicembre 2004-?       | バリで起きた事 (Quello che è successo a Bali) |